# المرأة في تشاد
النساء في تشاد تعتير المرأة في جمهورية تشاد غير الساحلية والمحاطة باليابسة من كل الجهات، والواقعة في وسط إفريقيا، عماد اقتصادها ذي الطابع الريفي في الغالب، كما أنهن أكثر عددًا من الرّجال.

تواجه النساء عنفًا وتمييزًا ملحوظًا ومنتشرًا، كما يمارس تشويه الأعضاء التناسلية للإناث على شكل واسع، بالرغم من أنه يعتبر غير قانونيّ في البلاد،

كما يمارس جيش تشاد عمليات قتل النساء خارج نطاق القضاء، والضرب، والتعذيب، والاغتصاب، وغيرها من الانتهاكات بحصانة شبه كاملة، وذكرت منظمة العفو الدولية في تقريرها أن انعدام الأمن المنتشر بشكل واسع في شرق تشاد له آثار خطيرة على المرأة، التي تعاني من انتهاكات خطيرة لحقوقها الإنسانية، ويشمل ذلك الاغتصاب خلال الهجمات على القرى.

## في التعليم
بالرغم من المجهودات التي بذلتها الحكومة، لا زال مستويات التعليم منخفضة بشكل عام في نهاية العقد الأول من الاستقلال، وفي عام 1971، كانت حوالي 99% من النساء فوق سن الخمسين غير قادرات على القراءة، والكتابة، والخطابة بالفرنسية، التي كانت اللغة الرسميّة الوحيدة في البلاد، وفي عام 1982م، وصل معدل محو الأمية إلى حوالي 15%.
هناك مشكلات حقيقة أعاقت تطور التعليم في تشاد منذ الاستقلال، منها أن ميزانية التمويل المخصصة للتعليم كانت محدودةً جدًا، بالإضافة إلى محدودية المرافق الدراسية وعدد المدرّسين.
كما أن اكتظاظ المرافق المدرسية كان من المشكلات الكبيرة أيضًا، حيث وصل العدد في بعض الصفوف إلى حوالي 100 تلميذ، عددً كبير منهم كان من الراسبين. في سنوات ما بعد الاستقلال، عدد من مدرّسي المدارس الابتدائيّة كان يملكون الحد الأدنى فقط من المهارات، والوضع في المدارس الثانويّة كان أسوأ بكثير.
في عام 2004م، حوالي 39.6% من التلاميذ الذين تترواح أعمارهم بين 5 إلى 14 عامًا كانوا يحضرون إلى المدارس. كانت الفرص التعليمية للإناث محدودةً، ويعود ذلك بشكل رئيس إلى تقاليد ثقافيّة، عدد قليل من الإناث ارتاد المدارس الثانوية مقارنةً مع عدد الذكور وذلك بسبب زواجهنّ. وفي عام 1999م، ارتاد 54% من الأطفال المدارس، حتى الصف الخامس الابتدائي.

## حقوق المرأة

### الاتجار بالبشر
تشاد هي مصدر ووجهة للأطفال المعرضين للاتجار بالبشر، خصوصًا لظروف العمل الإجباري والدعارة، وتعتبر هذه المشكلة مشكلةً داخلية رئيسية في الدولة، وفي كثير من الأحيان تحدت بسبب تأمين الوالدين لأولادهم عند أقربائهم أو عند وسطاء لوعودٍ في تأمين التعليم والحياة الكريمة لهم، كما يعتبر بيع ومقايضة الأطفال  للعبودية والإكراه، وللسوق، نوعًا من الممارسات العائلية بغرض تقليل عدد الأفواه التي تحتاج إلى طعامٍ في العائلة الواحدة.
تسافر النساء التشاديات لمسافات كبيرة بحثًا عن العمل، حيث يتعرّضن بعد ذلك لممارسة الدعارة، وتجبر بعض النساء على الزواج رغمًا عن إرادتهن، وذلك حتى يتم إجبارهن على العمل في الزراعة أو العبودية.

### تشويه الأعضاء التناسليّة
60% من النساء التشاديات تعرضن للختان في عام 1995م، وسبب ذلك يرجع إلى أمور لها علاقة بالعادات والتقاليد عندما تصل الفتاة إلى مرحلة البلوغ، كما أن هناك أسبابًا دينية وراء ذلك. ويعتبر ذلك شائعًا بين المسلمين والمسيحيين والإحيائيين.

### تقرير الفجوة بين الجنسين
في عام 2012، صنف المنتدى الاقتصادي العالمي دولة تشاد على أنّها من أسوأ المناطق في تقريرهم حول الفجوة الجنسية العالميّة.

### تعدد الزوجات
تعدّد الزوجات أمرٌ قانونيّ في تشاد، ويقدّر بأن حوالي ثلث النساء يعتبرن من الزوجات المتعددات.